# Planet 51
Planet 51 là một bộ phim hài khoa học viễn tưởng hoạt hình máy tính 3D năm 2009 do Jorge Blanco đạo diễn, Joe Stillman viết kịch bản và có sự tham gia của các diễn viên chính Dwayne Johnson, Jessica Biel, Justin Long, Gary Oldman, Seann William Scott và John Cleese.